# 平顶山镇
平顶山镇，是中华人民共和国辽宁省抚顺市新宾满族自治县下辖的一个乡镇级行政单位。

## 行政区划
平顶山镇下辖以下地区：
黄岗子村、小甸子村、下青村、上青村、李家村、凳厂村、大甸子村、大琵琶村、西安村、杨家村、杉木场村、大东沟村、赵家村、东瓜岭村和平顶山村。